# Takaamahara
Takamagahara (高天原 em japonês, também chamado de Takama-ga-hara) é o local onde moram os Amatsukami na mitologia japonesa. Apesar do termo se referir aos céus, existem teorias que apontam Kyushu ou o Monte Fuji como o local do Takamahagara. Acredita-se que ela é conectada à terra pela ponte Ama-no uki-hashi (A Ponte flutuante do paraíso).
No Xintoísmo, ame (paraíso) é um mundo sublime, sagrado, o lar dos amatsukami. Alguns estudiosos tentaram explicar o mito da descida dos deuses do Takama-ga-hara como uma alegoria para a migração de pessoas. Contudo, é provável que se referiram a partir do início de "um mundo superior" em um sentido religioso. Um mito xintoísta explica que na criação, a luz e elementos puros se ramificaram para formar o paraíso (ame). Elementos pesados, turvos, se ramificaram para formar a terra (tsuchi). O Ame se tornou o lar dos amatsukami (ou deuses do paraíso), enquanto tsuchi se tornou o lar dos kunitsukami (ou deuses terrenos). Diz-se que os amatsukami desceram do paraíso para pacificar este mundo).